# Moonica Mac
Moonica Mac, artistnamn för Lisa Linnea Brolander, född 4 december 1990 i Dalarna, är en svensk sångerska, låtskrivare och musikproducent.
Artistnamnet är en kombination av Monica Zetterlund och Fleetwood Mac och kom till när hon skulle försöka förklara sitt sound.

## Biografi
Moonica Mac är uppvuxen i Torsång utanför Borlänge. Hon är utbildad grundskollärare med inriktning mot bild och fritidshem och har även gått singer-songwriter-linjen vid Ingesunds folkhögskola.
Moonica Mac debuterade 2017. Efter flera singelsläpp albumdebuterade hon i november 2019 med Stark & Sårbar. År 2020 turnerade hon tillsammans med Miss Li. Tillsammans med Benjamin Ingrosso släppte hon 2021 singeln Det stora röda huset.
År 2020 tilldelades Moonica Mac Skaps vispris. Samma år utsågs hon till årets nykomling vid Dalecarlia Music Awards.
Under hösten 2021 var hon en av artisterna som medverkade i den tolfte säsongen av underhållningsprogrammet Så mycket bättre.

## Diskografi

### Studioalbum
- Stark & sårbar (2019)
- Part Two (2022)

### EP
- Så mycket bättre 2021 - Tolkningarna (2021)

## Teater

### Roller
| År   | Roll   | Produktion                                       | Regi             | Teater     |
| ---- | ------ | ------------------------------------------------ | ---------------- | ---------- |
| 2023 | Sheila | Hair James Rado, Gerome Ragni och Galt MacDermot | Rikard Bergqvist | Göta Lejon |